# Царевић (Прилеп)
Царевић (мкд. Царевиќ) је насеље у Северној Македонији, у јужном делу државе. Царевић припада општини Прилеп.

## Географија
Насеље Царевић је смештено у јужном делу Северне Македоније. Од најближег већег града, Прилепа, насеље је удаљено 20 km источно.
Царевић се налази у историјској области Рајец, која обухвата слив истоимене Рајечке реке, притоке Црне реке. Источно од села уздиже се планина Дрен, а западно Селечка планина. Надморска висина насеља је приближно 480 метара.
Клима у насељу је континентална.

## Становништво
По попису становништва из 2002. године, Царевић је имао 10 становника.
Претежно становништво у насељу су етнички Македонци (100%).
Већинска вероисповест у насељу је православље.